# Santiago Giménez
Santiago Tomás Giménez (pronunție în spaniolă [sanˈtjaɣo toˈmas xiˈmenes]; n. 18 aprilie 2001, Buenos Aires, Argentina) este un fotbalist italian și mexican, care joacă pe post de atacant la Milan în Serie A. Pe plan internațional, are prezențe la națională pentru Mexic.

## Statistici privind cariera

### Club
La meciul jucat pe 14 mai 2025.
| Club             | Sezon            | Campionat        | Campionat | Campionat | Cupă    | Cupă   | Continental | Continental | Altele  | Altele | Total   | Total  |
| Club             | Sezon            | Divizie          | Meciuri   | Goluri    | Meciuri | Goluri | Meciuri     | Goluri      | Meciuri | Goluri | Meciuri | Goluri |
| ---------------- | ---------------- | ---------------- | --------- | --------- | ------- | ------ | ----------- | ----------- | ------- | ------ | ------- | ------ |
| Cruz Azul        | 2017–18⁠(d)       | Liga MX          | —         | —         | 1       | 0      | —           | —           | —       | —      | 1       | 0      |
| Cruz Azul        | 2019–20⁠(d)       | Liga MX          | 12        | 2         | —       | —      | 2           | 0           | —       | —      | 14      | 2      |
| Cruz Azul        | 2020–21⁠(d)       | Liga MX          | 36        | 6         | —       | —      | 5           | 0           | 2       | 0      | 43      | 6      |
| Cruz Azul        | 2021–22⁠(d)       | Liga MX          | 35        | 7         | —       | —      | 6           | 0           | 1       | 1      | 42      | 8      |
| Cruz Azul        | 2022–23⁠(d)       | Liga MX          | 5         | 5         | —       | —      | —           | —           | —       | —      | 5       | 5      |
| Cruz Azul        | Total            | Total            | 88        | 20        | 1       | 0      | 13          | 0           | 3       | 1      | 105     | 21     |
| Feyenoord        | 2022–23⁠(d)       | Eredivisie       | 32        | 15        | 4       | 3      | 9           | 5           | —       | —      | 45      | 23     |
| Feyenoord        | 2023–24⁠(d)       | Eredivisie       | 30        | 23        | 4       | 0      | 6           | 3           | 1       | 0      | 41      | 26     |
| Feyenoord        | 2024–25          | Eredivisie       | 11        | 7         | 2       | 2      | 5           | 5           | 1       | 2      | 19      | 16     |
| Feyenoord        | Total            | Total            | 73        | 45        | 10      | 5      | 20          | 13          | 2       | 2      | 105     | 65     |
| AC Milan         | 2024–25          | Serie A          | 13        | 5         | 3       | 0      | 2           | 1           | —       | —      | 18      | 6      |
| Totalul carierei | Totalul carierei | Totalul carierei | 174       | 70        | 14      | 5      | 35          | 14          | 5       | 3      | 228     | 92     |

1. ↑  Include Copa MX și KNVB Cup
2. 1 2 3  Apariții în CONCACAF Champions League
3. ↑  O apariție în Campeón de Campeones⁠(d), o apariție în Campeones Cup⁠(d)
4. ↑  Apariție în Supercopa de la Liga MX⁠(d)
5. ↑  Apariții în UEFA Europa League
6. ↑  Patru apariții și două goluri în UEFA Champions League, două apariții și un gol în UEFA Europa League
7. 1 2  Apariție în Johan Cruyff Shield
8. 1 2  Apariții în UEFA Champions League

### Cu naționala
La meciul jucat pe 26 iunie 2024. 
| Națională | An    | Selecții | Goluri |
| --------- | ----- | -------- | ------ |
| Mexic     | 2021  | 2        | 1      |
| Mexic     | 2022  | 7        | 1      |
| Mexic     | 2023  | 15       | 2      |
| Mexic     | 2024  | 5        | 0      |
| Total     | Total | 29       | 4      |

| No. | Dată             | Stadion                              | Adversar | Scor | Rezultat | Competiție                      |
| --- | ---------------- | ------------------------------------ | -------- | ---- | -------- | ------------------------------- |
| 1   | 8 decembrie 2021 | Q2 Stadium⁠(d), Austin, SUA           | Chile    | 1–0  | 2–2      | Meci amical                     |
| 2   | 28 mai 2022      | AT&T Stadium, Arlington, SUA         | Nigeria  | 1–0  | 2–1      | Meci amical                     |
| 3   | 29 iunie 2023    | State Farm Stadium⁠(d), Glendale, SUA | Haiti    | 3–1  | 3–1      | 2023 CONCACAF Gold Cup⁠(d)       |
| 4   | 16 iulie 2023    | SoFi Stadium, Inglewood, SUA         | Panama   | 1–0  | 1–0      | 2023 CONCACAF Gold Cup final⁠(d) |

## Palmares
Cruz Azul
- Liga MX: Guardianes 2021 [6]
- Copa MX: Apertura 2018
- Campeón de Campeones: 2021
- Supercopa de la Liga MX: 2022
- Supercopa MX: 2019 [7]
- Cupa Ligilor: 2019

Feyenoord
- Eredivisie: 2022–23 [8]
- Cupa KNVB: 2023–24 [9]

Mexic
- Cupa de Aur CONCACAF: 2023 [10]

Individual
- Liga MX All-Star: 2021
- Jucătorul lunii din Liga MX: august 2021, [11] septembrie 2021 [12]
- Echipa lunii din Eredivisie: aprilie 2023, [13] septembrie 2023, [14] octombrie 2023 [15]
- Jucătorul lunii din Eredivisie: septembrie 2023 [16]
- Talentul lunii din Eredivisie: aprilie 2023 [17]
- Premiul CONCACAF Gold Cup Mark of a Fighter: 2023 [18]